# 나이도 어린데
"나이도 어린데"는 한국에서 제작된 강대진 감독의 1974년 영화이다. 곡명윤 등이 주연으로 출연하였고 강대진 등이 제작에 참여하였다.

## 출연
- 곡명윤
- 박남옥
- 독고성